# Midway (Texas)
Midway é uma cidade localizada no estado norte-americano de Texas, no Condado de Madison.

## Demografia
Segundo o censo norte-americano de 2000, a sua população era de 288 habitantes.
Em 2006, foi estimada uma população de 300, um aumento de 12 (4.2%).

## Geografia
De acordo com o United States Census Bureau tem uma área de
4,2 km², dos quais 4,2 km² cobertos por terra e 0,0 km² cobertos por água. Midway localiza-se a aproximadamente 309 m acima do nível do mar.

## Localidades na vizinhança
O diagrama seguinte representa as localidades num raio de 36 km ao redor de Midway.